# Lucien Guitteny

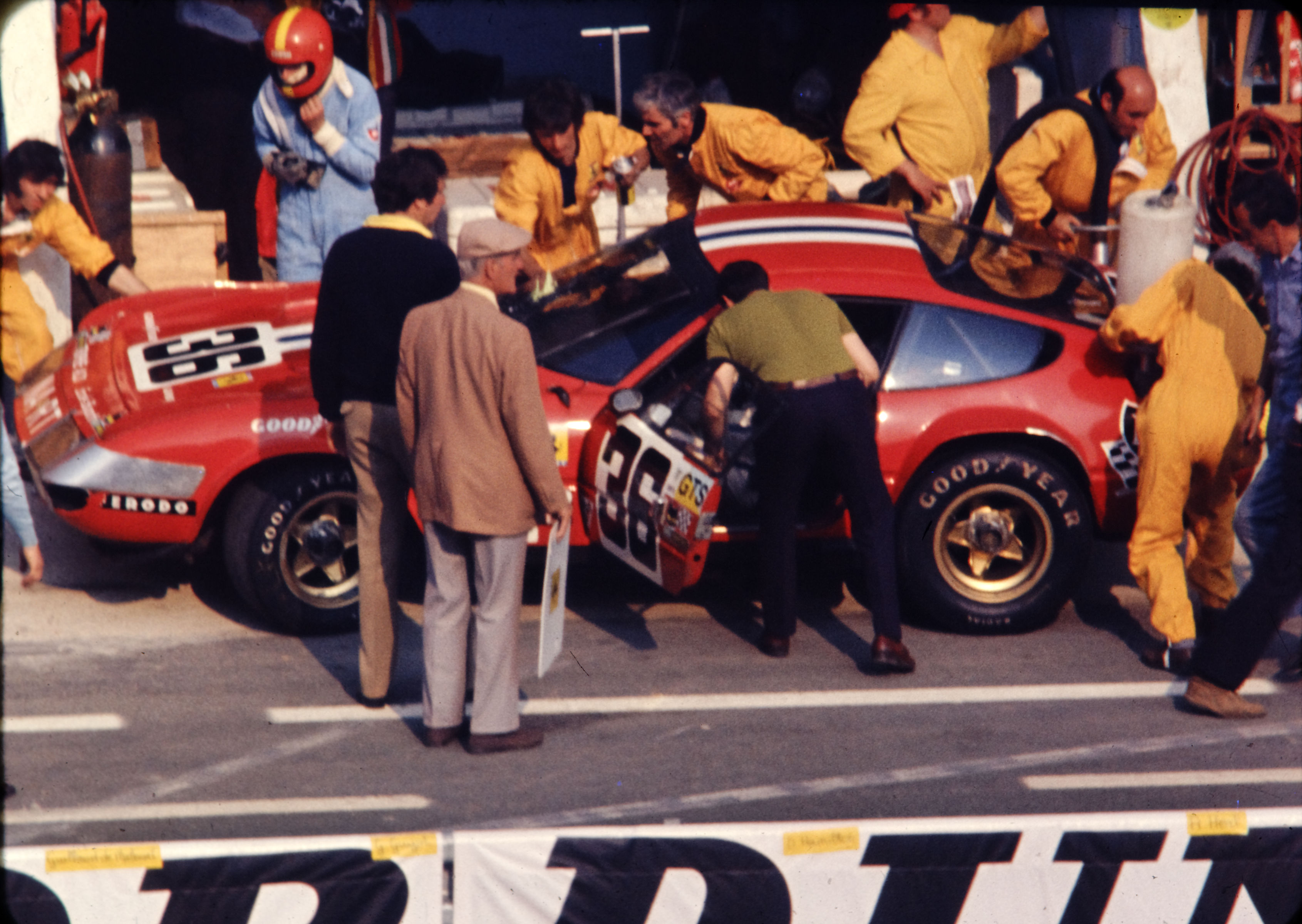
Der Ferrari 365 GTB/4 Competizione mit dem Lucien Guitteny beim 24-Stunden-Rennen von Le Mans 1973 am Start war

Lucien Guitteny (* 17. Juni 1944 in Angers) ist ein ehemaliger französischer Autorennfahrer.

## Karriere
Lucien Guitteny begann seine Motorsportkarriere 1970 in der Formel France, einer französischen Monoposto-Nachwuchsformel. Es folgten zwei Jahre in der britischen Formel-3-Meisterschaft und zwei Saisons in der französischen Formel-Renault-Meisterschaft. Nachdem die Erfolge im Monopostsport bescheiden geblieben waren, wechselte der Franzose 1977 endgültig in den Touren- und Sportwagensport.
1978 sicherte er sich auf einem Ford Capri RS die Gesamtwertung der französischen Tourenwagen-Meisterschaft. Beim 24-Stunden-Rennen von Le Mans war er zwischen 1973 und 1983 sieben Mal am Start. Bei seinem Debüt fiel er als Werksfahrer des North American Racing Teams und Partner von Bob Grossman mit einem Defekt am Ferrari 365 GTB/4 aus. Seine beste Platzierung bei diesem Langstreckenrennen war der zehnte Gesamtrang 1982. Guitteny fuhr Sportwagenrennen bis Mitte der 1990er-Jahre und trat dann vom Rennsport zurück.

## Statistik

### Le-Mans-Ergebnisse
| Jahr | Team                       | Fahrzeug           | Teamkollege      | Teamkollege       | Platzierung     | Ausfallgrund |
| ---- | -------------------------- | ------------------ | ---------------- | ----------------- | --------------- | ------------ |
| 1973 | North American Racing Team | Ferrari 365 GTB/4  | Bob Grossman     |                   | Ausfall         | Defekt       |
| 1974 | North American Racing Team | Ferrari 365 GTB/4  | Christian Ethuin |                   | Rang 11         |              |
| 1977 | North American Racing Team | Ferrari 365 GTB/4  | François Migault |                   | Rang 16         |              |
| 1978 | North American Racing Team | Ferrari 365 GT4/BB | François Migault |                   | Rang 16         |              |
| 1980 | JMS Racing Charles Pozzi   | Ferrari 512BB      | Gérard Bleynie   | Jean-Paul Libert  | Ausfall         | Unfall       |
| 1982 | Primagaz                   | Rondeau M379       | Pierre Yver      | Bruno Sotty       | Rang 10         |              |
| 1983 | Primagaz                   | Rondeau M382       | Pierre Yver      | Bernard de Dryver | Disqualifiziert |              |

### Einzelergebnisse in der Sportwagen-Weltmeisterschaft
| Saison | Team                         | Rennwagen              | 1   | 2   | 3   | 4   | 5   | 6   | 7   | 8   | 9   | 10  | 11  | 12  | 13  | 14  | 15  | 16  | 17  |
| ------ | ---------------------------- | ---------------------- | --- | --- | --- | --- | --- | --- | --- | --- | --- | --- | --- | --- | --- | --- | --- | --- | --- |
| 1973   | NART                         | Ferrari 365 GTB/4      | DAY | VAL | DIJ | MON | SPA | TAR | NÜR | LEM | ZEL | WAT |     |     |     |     |     |     |     |
| 1973   | NART                         | Ferrari 365 GTB/4      |     |     |     |     | DNF |     |     |     |     |     |     |     |     |     |     |     |     |
| 1974   | NART                         | Ferrari 365 GTB/4      | MON | SPA | NÜR | IMO | LEM | ZEL | WAT | LEC | BRH | KYA |     |     |     |     |     |     |     |
| 1974   | NART                         | Ferrari 365 GTB/4      |     | 11  |     |     |     |     |     |     |     |     |     |     |     |     |     |     |     |
| 1978   | Team Grand NART              | Ferrari 365 GTB/4      | DAY | SEB | MUG | TAL | DIJ | SIL | NÜR | LEM | MIS | DAY | WAT | VAL | ROD |     |     |     |     |
| 1978   | Team Grand NART              | Ferrari 365 GTB/4      | 22  |     |     |     |     |     |     | 16  |     |     | 11  |     |     |     |     |     |     |
| 1979   | Abex Pagid                   | Audi 80                | DAY | SEB | MUG | TAL | DIJ | RIV | SIL | NÜR | LEM | PER | DAY | WAT | SPA | BRH | ROA | VAL | ELS |
| 1979   | Abex Pagid                   | Audi 80                |     |     |     |     |     |     |     |     |     | 12  |     |     |     |     |     |     |     |
| 1980   | Charles Pozzi Romain Feitler | Ferrari 512 BB BMW 530 | DAY | BRH | SEB | MUG | MON | RIV | SIL | NÜR | LEM | DAY | WAT | SPA | MOS | ROA | VAL | DIJ |     |
| 1980   | Charles Pozzi Romain Feitler | Ferrari 512 BB BMW 530 |     |     |     |     |     |     |     |     | DNF |     |     | 4   |     |     |     |     |     |
| 1981   | Gérard Bleynie               | BMW 530                | DAY | SEB | MUG | MON | RIV | SIL | NÜR | LEM | PER | DAY | WAT | SPA | MOS | ROA | BRH |     |     |
| 1981   | Gérard Bleynie               | BMW 530                |     |     |     |     |     |     |     |     | 12  |     |     |     |     |     |     |     |     |
| 1982   | Primagaz                     | Rondeau M379           | MON | SIL | NÜR | LEM | SPA | MUG | FUJ | BRH |     |     |     |     |     |     |     |     |     |
| 1982   | Primagaz                     | Rondeau M379           | 10  |     |     |     |     |     |     |     |     |     |     |     |     |     |     |     |     |
| 1983   | Primagaz                     | Rondeau M382           | MON | SIL | NÜR | LEM | SPA | FUJ | KYA |     |     |     |     |     |     |     |     |     |     |
| 1983   | Primagaz                     | Rondeau M382           | DNF |     |     |     |     |     |     |     |     |     |     |     |     |     |     |     |     |